# Gladys Meilinger de Sannemann
Gladys Meilinger de Sannemann (Encarnação, Paraguai 2 de maio de 1929 - Assunção, Paraguai 30 de janeiro de 2014) foi uma médica, ativista e defensora dos direitos humanos paraguaia contra a ditadura de Stroessner. Foi uma das primeiras pessoas que publicou provas da Operação Condor e contribuiu para sua divulgação.

## Biografia
Gladys Meilinger nasceu em Encarnação, Paraguai em 1929. Seu pai, Dr. Karl Meilinger, era um imigrante alemão e sua mãe Josefa Montanía era paraguaia.
Estudou medicina na Faculdade de Ciências Médicas da Universidade Nacional de Assunção, onde se formou em 1957. Também realizou estudos de especialização em Alergologia no Serviço de Alergia do Hospital Municipal de Niños, em Buenos Aires, em 1968 e uma especialização em Dermatologia, Venereologia e Alergologia na Alemanha Ocidental em 1979.
Durante o seu exilio em Venezuela, entre 1980 e 1983 trabalhou no Serviço de Parasitologia da Divisão de Endemias Rurais–Malariologia, na cidade de Maracay e atuou como médica-chefe na Medicatura Rural de Urama, no estado de Carabobo.
Faleceu em Assunção em 30 de janeiro de 2014.

## Ativismo
Durante a ditadura de Stroessner, Gladys atendeu a inúmeras pessoas que tinham sido torturadas pelo regime e eram derivadas dos centros de detenção devido à gravidade das feridas. Juntamente com o médico Agustín Goiburú, recusou-se a assinar os certificados de óbito dos presos políticos que morriam por causa das torturas. Essa postura a colocou em confronto com o regime, levando-a posteriormente ao exílio com sua família em Posadas, na Argentina.
Em 1976, no mesmo dia em que ocorreu o golpe militar na Argentina, foi sequestrada por militares argentinos em Posadas, no âmbito do Operação Condor. Sua detenção ocorreu devido à sua participação no MOPOCO, uma dissidência anti-stroessnista do Partido Colorado, fundada em 1959, que defendia a democracia e a justiça social. Seu marido, Rodolfo, também foi detido ao tentar libertá-la.
Foi transferida para Assunção onde permaneceu presa por quase um ano no Presídio de Emboscada.  Durante seu cativeiro, criou um pequeno consultório médico para atender às necessidades dos demais presos.
Em 19 de março de 1977, foi transferida novamente para a Argentina, onde foi detida na ESMA juntamente com sua filha Ruth Sannemann, que tinha ido visitá-la em Emboscada. O cativerio na ESMA chegou ao conhecimento do embaixador da Alemanha Ocidental em Buenos Aires, que providenciou os trâmites necessários para que ambas fossem libertadas e pudessem sair exiladas, primeiro para a Venezuela e depois para a Alemanha Ocidental.
Gladys retornou ao Paraguai, junto com seu marido, em setembro de 1988, após a assinatura de uma amnistia limitada concedida por Stroessner, que permitiu o retorno de outros dissidentes exilados. Por serem “colorados dissidentes”, sofreram vigilância constante por parte de guardas e informantes.
Gladys foi uma das primeiras pessoas a fornecer provas da existência do Operação Condor. Em 1989, publicou o livro El Paraguay en el Operativo Cóndor: Represión e Intercambio Clandestino de Prisioneros Políticos en el Cono Sur.

## Publicações
- s.d - Tres Años de labor en la Medicatura rural de Urama.
- 1989 - El Paraguay En El Operativo Cóndor: Represión e Intercambio Clandestino De Prisioneros Políticos En El Cono Sur, RP Edições; Asunção, Paraguai [9]